# 3rd -LOVEパラダイス-
『3rd -LOVEパラダイス-』（サード ラヴ・パラダイス）は、2000年3月29日にアップフロントワークス（zetimaレーベル）から発売されたモーニング娘。の3枚目のオリジナルアルバムである。

## 概要
- 「モーニング娘。」のオリジナルアルバムでは最大のヒットとなっており、大ヒットを記録した「LOVEマシーン」「恋のダンスサイト」を収録している。
- 「メンバーと1日を過ごす」というコンセプトで作られている[2]。
- 森本レオがナレーションとして参加している[2]。
- 唯一の3期メンバー後藤真希加入後初のアルバムで2期メンバーの市井紗耶香が参加した最後のアルバムである。
- 7人体制でのアルバムだが、「LOVEマシーン」は石黒彩在籍時（8人体制）の曲である。

## 収録曲
- 全作詞・作曲・プロデュース：つんく

1. 〜おはよう〜 [2:00]
  - 編曲：前嶋康明

メンバーたちが朝の風景を語り、最後は「おはよう」と挨拶する。
2. LOVEマシーン [5:00]
  - 編曲：ダンス☆マン

7thシングル。
3. 愛車 ローンで [4:46]
  - 編曲：小西貴雄

フジテレビ『あしたのG』オープニングテーマ。
4. くちづけのその後 [4:54]
  - 編曲：高橋諭一

後藤真希の2ndアルバム「②ペイント イット ゴールド」にセルフカバーが収録された。
5. 恋のダンスサイト [4:26]
  - 編曲：ダンス☆マン

8thシングル。
6. ランチタイム 〜レバニラ炒め〜 [3:32]
  - 編曲：BACK Ya-Low PRODUCTION

森本レオがナレーション。「レバニラ炒め」のフレーズを、さまざまな設定でメンバーが言う。
7. DANCEするのだ! [4:48]
  - 編曲：ダンス☆マン

TBS『女子バレー世界最終予選』テーマソング。
間奏で使われている「声ネタ」は「恋のダンスサイト」をスクラッチされたものである[2]。
2001年にリリースされたベスト・アルバム『ベスト! モーニング娘。1』に収録されている。
本作発売後、4期メンバー（石川梨華・吉澤ひとみ・辻希美・加護亜依）も参加したミュージック・ビデオが制作されている。
8. おもいで [4:38]
  - 編曲：鈴木俊介
9. 原宿6:00集合 [4:21]
  - 編曲：山内薫
10. WHY [4:50]
  - Rapアレンジ：U.M.E.D.Y / 編曲：鈴木俊介
11. 「、、、好きだよ!」 [5:31]
  - 編曲：ダンス☆マン / 管編曲：川松久芳

つんくによると「夕焼け」をイメージした楽曲。しかしキー設定を誤り、生音主体のサウンドだったためにProToolsで修正する作業に苦労したという[2]。
12. 〜おやすみ〜 [1:56]
  - 編曲：前嶋康明

森本レオの質問に、メンバーが答える。

## 参加メンバー
- 1期：中澤裕子・石黒彩・飯田圭織・安倍なつみ
- 2期：保田圭・矢口真里・市井紗耶香
- 3期：後藤真希

## 参加ミュージシャン
- モーニング娘。：Poetry Reading (#1), Chorus (#2, #3, #5, #7, #9, #11), Klaxon (#3), Morning Mask。(#6), Clap (#7, #11), Voice (#12)
  - 飯田圭織：Chorus (#4)
  - 保田圭：Chorus (#4), Whistle (#5)
  - 矢口真里：Chorus (#4), Whistle (#5)
  - 市井紗耶香：Whistle (#5)
- つんく：Chorus (#2, #4, #5, #8), Whistle (#5)
- 前嶋康明：Piano (#1), Programming (#1, #12)
- 桑野グループ：Strings (#1)
- ダンス☆マン & ザ・バンド☆マン
  - HYU HYU：Drums (#2, #5, #7, #11)
  - TOCA：Bass (#2, #5, #7, #11)
  - JUMP MAN：Guitar (#2, #5, #7, #11)
  - BOMB：Guitar (#2, #5, #7, #11)
  - WATA-BOO：Keyboards (#2, #5, #7, #11)
  - STAGE CHAKKA MAN：Percussion (#2, #5, #7, #11), Otakebi (#2, #5)
  - DJ. ICHIRO：Turntable (#2, #5, #7, #11)
  - DANCE☆MAN：Yoo Yoo (#2), Myoo (#5)
- 小西貴雄：Programming (#3)
- 勝浦剛：Manipulator (#3)
- 古川望：Guitar (#3)
- 佐野康夫：Drums (#4)
- 小松秀行：Bass (#4), Fletless Bass (#8)
- 高橋諭一：Guitar (#4), Programming (#4)
- 鎌田浩二：Guitar (#4)
- 森本レオ：MC (#6), Narration (#12)
- BACK Yo-Low PRODUCTION：Programming (#6)
- 鈴木俊介：Guitar (#8, #10), Programming (#8, #10)
- 山内薫：Programming (#9)
- 木村万作：Drums (#9)
- 西田剛：Guitar (#9)
- 小林太：Trumpet (#9)
- 河合わかば：Trombone (#9)
- 織田浩司：Saxophone (#9)
- U.M.E.D.Y：Rap (#10)
- ホーンズマン・ブラザーズ
  - 桑野信義：Trumpet (#11)
  - 田中哲也：Trumpet (#11)
  - 川松久芳：Trombone (#11)
  - 山中成高：Saxophone (#11)